# هاريت دوستان
هاريت بيرسون دوستان، دكتور في الطب (1920-1999). هي طبيبة أمريكية معروفة بمساهماتها الرائدة في الكشف الفعال عن ارتفاع ضغط الدم وعلاجه، كانت أول امرأة تعمل في مجلس المحافظين للمجلس الأمريكي للطب الباطني.

## النشأة والتعليم
وُلدت دوستان عام 1920 في كرافتسبوري كومون، فيرمونت. والدتها هيلين باتيرسون ووالدها ويليام ليون دوستان. ارتادت أكاديمية كرافتسبوري للمراحل التعليمية الابتدائية والثانوية قبل حصولها على شهادة البكالوريوس في العلوم (بدرجة امتياز) من جامعة فيرمونت. تلقت تدريبًا في الطب الباطني بعد التخرج في مستشفى ماري فيتشر (الذي هو الآن حرم المركز الطبي في فيتشر آلن هيلث كير، في بورلينغتون فيرمونت). ثم انتقلت بعدها إلى مونتريال لقضاء فترة الإقامة الطبية في الطب الباطني في مستشفى رويال فيكتوريا.

## السيرة المهنية الطبية
عادت دوستان إلى بورلينغتون عام 1946 بعد قضاء فترة إقامتها الطبية للمساعدة في تأسيس برنامج تدريس طلاب الطب في مستشفى بيشوب ديجوسبرياند. وانتقلت إلى كليفلاند كلينك عام 1984 لتعمل زميلة في البحوث وانضمت عام 1951 لكادر قسم البحوث في كلينيك. ثم أصبحت لاحقًا نائب الرئيس من 1971 وحتى 1977. انتقلت إلى ألباما بعد شغلها لمنصب نائب الرئيس لتنضم إلى هيئة التدريس في جامعة ألباما في برمينغهام ومديرة مركز القلب والأوعية والتدريب وأستاذة في الطب. اكتسبت من خلال مساهماتها وقيادتها التميز عن طريق اختيارها لتكون الأستاذة المميزة في الجامعة لعام 1985. أصبحت عام 1987 واحدة من 12 طبيبًا مميزًا في وزارة شؤون المحاربين القدامى في قسم الطب والجراحة لديهم. أُسس برنامج الأطباء المميزين عام 1968 لجذب الأطباء الذين أسهموا بشكل مميز في العلوم الطبية وتمتعوا بسيَر مهنية طويلة مميزة. تقاعدت من منصبها عام 1990 وعادت إلى فيرمونت، حيث أصبحت أستاذة في علم العقاقير والطب في كلية طب جامعة فيرمونت.
شغلت دوستان خلال مسيرتها المهنية عددًا من المناصب القيادية والاستشارية، تاركةً بصمة دائمة على المجتمع الطبي. أصبحت عام 1973 أول امرأة في مجلس المحافظين للمجلس الأمريكي للطب الباطني. وكانت أيضًا عضوًا فعالًا في جمعية القلب الأمريكية منذ 1973 حتى 1979، شغلت منصب المرأة الرئيسة الثانية فيه (1977-1978)، مترئسةً لجان البحوث والأخلاقيات فيها، وشغلت موقع أول رئيسة تحرير لمجلتها بعنوان هايبرتينشن، وعملت أيضًا عضواً في مجلس الحكام في الكلية الأمريكية للأطباء منذ 1979 حتى 1984 وفي المجلس الاستشاري في المعهد الوطني للقلب والرئة والدم التابع لمعاهد الصحة الوطنية الأمريكية، وبهذا أسست ووضعت إرشادات الممارسة السريرية الوطنية.

## الإسهامات البحثية
شاركت دوستان بسلسلة من الابتكارات التي ساهمت في تقدم كشف ارتفاع ضغط الدم ومعالجته خلال مسيرتها الطبية. عملت في قسم البحوث في كليفلاند كلينيك مع الدكتور إرفين بيج وآرثر كوركوران، إذ أصبحت قوة رائدة في مجال ارتفاع ضغط الدم، فكانت من أول من اقترح أن بإمكان تقليل الصوديوم الغذائي تخفيض ارتفاع ضغط الدم ومخاطر اضطرابات القلب. وقد طوَّرت فهم المجال الطبي للآليات التابعة لارتفاع ضغط الدم بالإضافة إلى توصياتها لمنع ارتفاع ضغط الدم وساعدت في تطوير علاجات مضادة مبكرة لارتفاع ضغط الدم. على سبيل المثال، درست تأثيرات السيروتونين في تقلص الأوعية الدموية (وهو علاج يُستخدم الآن في مضادات الاكتئاب). عملت أيضًا لوصف دور إنزيم الدم رينين في ارتفاع ضغط الدم –وهو سبب غير مُشخصٍ بما فيه الكفاية لارتفاع ضغط الدم– ودرست تأثيرات إيقاف الأدوية المضادة لارتفاع ضغط الدم للمرضى الذين يعانون من ارتفاع ضغط الدم. كانت أيضًا عضوًا في الفريق الذي أسس تصوير الشرايين الكلوية لتعقب دوران الدم في الكليتين وتطوير معيار مرجعي لإرشاد العلاج والتدخلات الطبية. بفضل جهودها، تحول ارتفاع ضغط الدم من مرض يحكم على المريض بالموت إلى مرض قابل للعلاج.

## إرثها
أشار الدكتور إيدوارد فروليخ -وهو زميل لدوستان وعالم في مؤسسة ألتون أوكسنر الطبية- بعد وفاتها في 27 يونيو، 1999 إلى ذكائها الشديد، وحسها الفكاهي المُفرح، وخدماتها للإنسانية. أَسّسَت جمعيةُ القلب الأمريكية عام 2008 جائزةَ هاريت دوستان تكريمًا لها، (وهي جائزة تقدَّم للباحثات النساء اللاتي أسهمنَ بشكل مميز في مجال ارتفاع ضغط الدم).

## الجوائز والتكريمات
- جائزة الإنجاز العلمي للجمعية الطبية الأمريكية، 1988.
- جائزة ذكرى جون فيليبس من الكلية الأمريكية للأطباء، 1977.[16]
- دكتوراه في العلوم، درجة فخرية من جامعة فيرمونت، 1977.
- دكتوراه في العلوم، درجة فخرية من جامعة ولاية كليفلاند، 1978.[17]
- دكتوراه فخرية في العلوم من كلية طب ويسكونسن، 1986.
- جائزة الخدمة المميزة من الكلية الأمريكية لأمراض القلب، 1998.[18]
- جائزة الإنجاز مدى الحياة من مجلس بحوث ضغط الدم العالي.